# Nederlandse kampioenschappen indooratletiek 2024
De Nederlandse kampioenschappen indooratletiek 2024 werden op zaterdag 17 en zondag 18 februari 2024 georganiseerd in het sportcentrum Omnisport Apeldoorn. De kampioenschappen werden door de Atletiekunie live gestreamd.
Het NK Indoor Meerkamp werd gehouden in het weekend van 3 en 4 februari in Apeldoorn.

## Hoogtepunten

### Zaterdag
Jessica Schilder verbeterde in twee worpen het Nederlands record kogelstoten van Jorinde van Klinken (19,57 m). Schilder begon met 19,50 m en haar vierde worp ging 19,73 m ver. Bij de zesde en laatste worp klopte qua techniek alles en dat was goed voor 20,31 m. Het was ook de beste seizoensprestatie van de wereld. Van Klinken werd tweede met 18,64 m.
Hordeloopster Nadine Visser werkte in haar training aan haar start en deed daarom mee aan de vlakke 60 m sprint. Ze liep met 7,19 s een persoonlijk record dat goed was voor goud. Titelverdedigster N'ketia Seedo volgde op een honderdste en Tasa Jiya snelde met 7,26 naar het brons. Bij de mannen won Xavi Joy Mo-Ajok met een tijd van 6,69. Joris van Gool volgde op vier honderdsten. Titelverdediger Raphael Bouju hield aan de halve finale een hamstringblessure over.

### Zondag
Femke Bol liep op de 400 m met 49,24 s, net als vorig jaar een wereldrecord. Lieke Klaver liep naar het zilver met een persoonlijk record van 50,10. Hiermee komt ze op de negende plek aller tijden van de indoor 400 meter. Cathelijn Peeters veroverde brons voor Eveline Saalberg. Zo bezette de winnende 4 × 400 meter estafetteploeg op de WK 2023 de top vier.
Op de 60 m horden won Maayke Tjin A-Lim het goud. Ze liep een persoonlijk record met 7,98 s en bleef vier honderdsten onder de limiet voor de wereldindoorkampioenschappen in Glasgow. Bij de mannen won Job Geerts niet alleen het goud, maar ook een ticket naar de WK. Hij bleef met 7,57 s vijf honderdsten onder de limiet.
Bij de verspringsters wist specialiste Pauline Hondema haar titel te verdedigen. Met 6,54 m bleef ze vier meerkampsters voor. Sofie Dokter en Anouk Vetter sprongen allebei 6,31 m ver. Dit was voor Dokter een persoonlijk record. Zij ging er vandoor met het zilver, omdat haar tweede beste prestatie beter was dan die van Vetter.

## Uitslagen

### 60 m
| rang   | atleet          | prestatie  |
| ------ | --------------- | ---------- |
| Goud   | Xavi Mo Ajok    | =PR 6,69 s |
| Zilver | Joris van Gool  | 6,73 s     |
| Brons  | Maurice Afognon | 6,75 s     |

| rang   | atlete        | prestatie |
| ------ | ------------- | --------- |
| Goud   | Nadine Visser | PR 7,19 s |
| Zilver | N'ketia Seedo | 7,20 s    |
| Brons  | Tasa Jiya     | 7,26 s    |

### 200 m
| rang   | atleet          | prestatie  |
| ------ | --------------- | ---------- |
| Goud   | Keenan Blake    | PR 21,19 s |
| Zilver | Hensley Paulina | 21,42 s    |
| Brons  | Erik Heijink    | 21,63 s    |

| rang   | atlete                | prestatie |
| ------ | --------------------- | --------- |
| Goud   | Marije van Hunenstijn | 23,10 s   |
| Zilver | Minke Bisschops       | 23,58 s   |
| Brons  | Myke van de Wiel      | 23,93 s   |

### 400 m
| rang   | atleet          | prestatie |
| ------ | --------------- | --------- |
| Goud   | Tony van Diepen | 46,30 s   |
| Zilver | Terrence Agard  | 46,66 s   |
| Brons  | Jonas Phijffers | 47,04 s   |

| rang   | atlete            | prestatie  |
| ------ | ----------------- | ---------- |
| Goud   | Femke Bol         | 49,24 s    |
| Zilver | Lieke Klaver      | PR 50,10 s |
| Brons  | Cathelijn Peeters | 52,08 s    |

### 800 m
| rang   | atleet                 | prestatie |
| ------ | ---------------------- | --------- |
| Goud   | Djoao Lobles           | 1.49,67   |
| Zilver | Bram Buigel            | 1.49,87   |
| Brons  | Ludo van Nieuwenhuizen | 1.50,04   |

| rang   | atlete                 | prestatie |
| ------ | ---------------------- | --------- |
| Goud   | Bregje Sloot           | 2.12,91   |
| Zilver | Priscilla van Oorschot | 2.12,99   |
| Brons  | Maud de Jong           | 2.13,18   |

### 1500 m
| rang   | atleet         | prestatie  |
| ------ | -------------- | ---------- |
| Goud   | Robin van Riel | 3.39,51    |
| Zilver | Noah Baltus    | PR 3.39,69 |
| Brons  | Job IJtsma     | PR 3.39,95 |

| rang   | atlete            | prestatie |
| ------ | ----------------- | --------- |
| Goud   | Marissa Damink    | 4.25,52   |
| Zilver | Jetske van Kampen | 4.27,14   |
| Brons  | Femke Rosbergen   | 4.28,11   |

### 3000 m
| rang   | atleet          | prestatie |
| ------ | --------------- | --------- |
| Goud   | Mahadi Abdi Ali | 8.11,26   |
| Zilver | Tim Verbaandert | 8.11,41   |
| Brons  | Job IJtsma      | 8.12,86   |

| rang   | atlete            | prestatie  |
| ------ | ----------------- | ---------- |
| Goud   | Marissa Damink    | 9.02,44    |
| Zilver | Veerle Bakker     | PR 9.04,84 |
| Brons  | Jetske van Kampen | PR 9.08,15 |

### 60 m horden
| rang   | atleet      | prestatie |
| ------ | ----------- | --------- |
| Goud   | Job Geerds  | 7,57 s    |
| Zilver | Mark Heiden | PR 7,70 s |
| Brons  | Koen Smet   | 7,70 s    |

| rang   | atlete            | prestatie |
| ------ | ----------------- | --------- |
| Goud   | Maayke Tjin A-Lim | PR 7,98 s |
| Zilver | Marijke Esselink  | PR 8,30 s |
| Brons  | Eefje Boons       | 8,45 s    |

### verspringen
| rang   | atleet          | prestatie |
| ------ | --------------- | --------- |
| Goud   | Jeff Tesselaar  | 7,63 m    |
| Zilver | Sven Jansons    | 7,46 m    |
| Brons  | Julian de Leeuw | PR 7,13 m |

| rang   | atlete          | prestatie |
| ------ | --------------- | --------- |
| Goud   | Pauline Hondema | 6,54 m    |
| Zilver | Sofie Dokter    | PR 6,31 m |
| Brons  | Anouk Vetter    | 6,31 m    |

### hinkstapspringen
| rang   | atleet       | prestatie  |
| ------ | ------------ | ---------- |
| Goud   | Favour Abu   | 14,52 m    |
| Zilver | Jason Dankyi | PR 14,49 m |
| Brons  | Thierry Belt | PR 14,28 m |

| rang   | atlete                 | prestatie      |
| ------ | ---------------------- | -------------- |
| Goud   | Maureen Herremans      | 12,95 m        |
| Zilver | Bente van der Stoel    | PR 12,52 m     |
| Brons  | Patricia Jacott-Krolis | NR V35 12,19 m |

### hoogspringen
| rang   | atleet        | prestatie |
| ------ | ------------- | --------- |
| Goud   | Douwe Amels   | 2,16 m    |
| Zilver | Ridzerd Punt  | 2,07 m    |
| Brons  | Wuill Vrolijk | PR 2,07 m |

| rang   | atlete           | prestatie |
| ------ | ---------------- | --------- |
| Goud   | Glenka Antonia   | 1,81 m    |
| Zilver | Isabelle Aalders | PR 1,79 m |
| Brons  | Amy Hasselton    | PR 1,70 m |

### polsstokhoogspringen
| rang   | atleet             | prestatie |
| ------ | ------------------ | --------- |
| Goud   | Menno Vloon        | 5,83 m    |
| Zilver | Koen van der Wijst | PR 5,50 m |
| Brons  | Bjorn Sloot        | 4,80 m    |

| rang   | atlete             | prestatie |
| ------ | ------------------ | --------- |
| Goud   | Marijke Wijnmaalen | PR 4,30 m |
| Zilver | Marijn Kieft       | 4,10 m    |
| Brons  | Elise de Jong      | PR 4,00 m |

### kogelstoten
| rang   | atleet                      | prestatie  |
| ------ | --------------------------- | ---------- |
| Goud   | Patrick Cronie-van der Eijk | 17,37 m    |
| Zilver | Bjorn van Kins              | 17,36 m    |
| Brons  | Matyas Kerekgyarto          | PR 17,08 m |

| rang   | atlete              | prestatie     |
| ------ | ------------------- | ------------- |
| Goud   | Jessica Schilder    | WL NR 20,31 m |
| Zilver | Jorinde van Klinken | 18,64 m       |
| Brons  | Benthe König        | 17,40 m       |

### Zevenkamp/Vijfkamp[6]
| rang   | atleet         | prestatie |
| ------ | -------------- | --------- |
| Goud   | Sven Jansons   | 6025 p    |
| Zilver | Yoram Vriezen  | 5837 p    |
| Brons  | Jeff Tesselaar | 5757 p    |

| rang   | atlete           | prestatie |
| ------ | ---------------- | --------- |
| Goud   | Sofie Dokter     | 4553 p    |
| Zilver | Sophia Mulder    | 4291 p    |
| Brons  | Myke van de Wiel | 4127 p    |

1969 · 
1970 · 
1971 · 
1972 · 
1973 · 
1974 · 
1975 · 
1976 · 
1977 · 
1978 · 
1979 ·
1980 · 
1981 · 
1982 · 
1983 · 
1984 · 
1985 · 
1986 · 
1987 · 
1988 · 
1989 · 
1990 · 
1991 · 
1992 · 
1993 · 
1994 · 
1995 · 
1996 · 
1997 · 
1998 · 
1999 · 
2000 · 
2001 · 
2002 · 
2003 · 
2004 · 
2005 · 
2006 · 
2007 · 
2008 · 
2009 · 
2010 · 
2011 · 
2012 · 
2013 · 
2014 ·
2015 ·
2016 ·
2017 ·
2018 ·
2019 · 
2020 · 
2021 · 
2022 · 
2023 · 
2024 · 
2025